# Protestos na Guiné em setembro de 2009

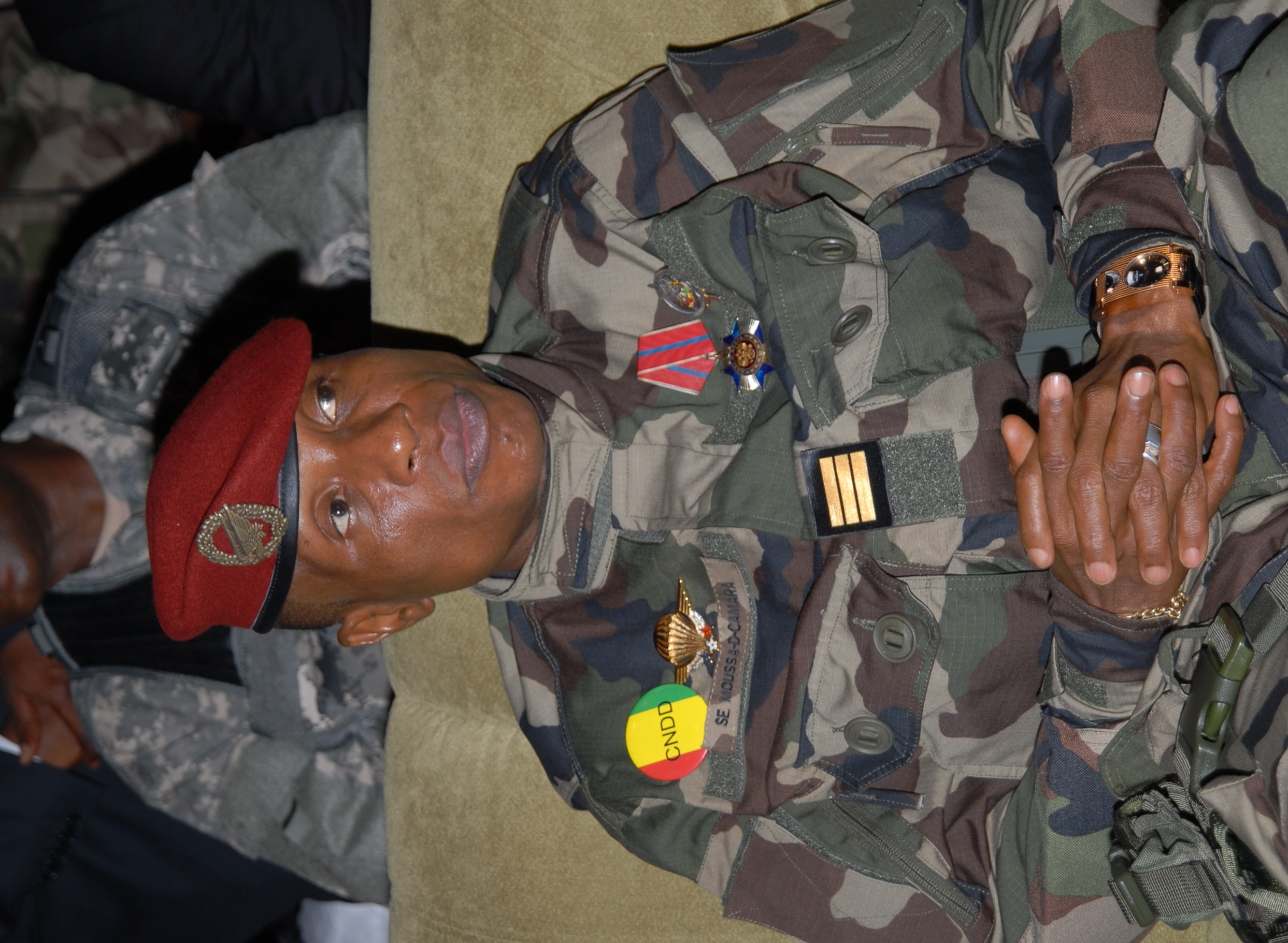
Moussa Dadis Camara, líder da junta militar.

Os protestos em Guiné em setembro de 2009 ocorreram em Conacri, em 28 de setembro e reuniram cerca de 50 mil manifestantes contra a junta militar que governa o país desde o golpe de estado de dezembro de 2008, após a morte do presidente Lansana Conté. O protesto foi motivado pela decisão do líder da junta, o capitão Moussa Dadis Camara, de concorrer à presidência nas próximas eleições gerais, quebrando sua própria promessa. O governo havia banido qualquer forma de demonstração pública até o dia 2 de outubro; quando os manifestantes se reuniram em um estádio de futebol, as forças de segurança abriram fogo contra eles. Pelo menos 157 manifestantes foram mortos, 1253 foram feridos e 30, incluindo Cellou Dalein Diallo, líder do partido oposicionista União das Forças Democráticas de Guiné (UFDG), foram levados presos em caminhões.
Sidya Touré, ex-primeiro ministro e atual líder oposicionista, também foi ferido no tiroteio, conforme declarou em segredo à BBC do banheiro de um hospital. Os opositores acusam a junta de limitar a liberdade de expressão e praticar violações aos direitos humanos. Camara disse que as tropas responsáveis pelo incidente não estavam sob seu comando.

## O protesto
Os opositores da junta decidiram organizar uma demonstração pública no dia 28 de setembro contra a provável participação de Camara na próxima eleição presidencial. Apesar da proibição do governo a protestos, eles decidiram levar adiante o protesto agendado. Uma multidão de cerca de 50 mil pessoas se reuniu num estádio de futebol no dia marcado, segurando cartazes que diziam "Abaixo o exército no poder" e pedindo o fim do "Show de Dadis".
De acordo com testemunhas, as forças de segurança chegaram no local em caminhões e jogaram gás lacrimogêneo na multidão e, em seguida, começaram a atirar. Os manifestantes, aterrorizados, começaram a correr, pisoteando os que haviam caído no chão. Youssouf Koumbassa, uma testemunha, disse que as tropas obrigaram as mulheres a se despirem. O equipamento de um jornalista francês foi apreendido e destruído.[carece de fontes?]
Vários grupos de defesa dos direitos humanos, incluindo o Human Rights Watch e a sede do Encontro Africano pela Defesa dos Direitos Humanos (RADDHO) em Guiné, relataram que os soldados estavam estuprando publicamente as mulheres presentes no protesto, além de furarem com baionetas as pessoas que estavam fugindo do tiroteio e saqueando lojas.[carece de fontes?]
Camara, em entrevista à Radio France Internationale, disse que as tropas responsáveis pelo tiroteio são "elementos incontroláveis do exército" e que "mesmo eu, como chefe de estado nesta situação muito tensa, não posso afirmar ser capaz de controlar esses elementos das forças armadas". Ele também negou conhecer as denúncias de abuso sexual contra os soldados.[carece de fontes?]

## Reação internacional
O tiroteio promovido pelas forças de segurança foi criticado internacionalmente.
 Chile - O Ministério de Assuntos Externos do Chile lançou uma declaração dizendo que, "tendo enfrentado um massacre de pessoas por motivos políticos, atrocidades e violência extrema, o Chile exige das autoridades de Guiné uma ação imediata contra seus perpetradores, a libertação dos líderes da oposição, a restauração da ordem e o respeito pelos direitos civis e políticos para assegurar uma transição pacífica para a democracia logo".[carece de fontes?]
 Estados Unidos - Os Estados Unidos pediram à junta que mantivesse "sua promessa de realizar eleições livres, justas, transparentes e a tempo, nas quais nenhum membro da junta que governa o país irá participar".
 França - A França inicialmente condenou a natureza violenta dos manifestantes de oposição, e em seguida suspendeu a ajuda militar ao país e solicitou uma reunião na União Europeia (UE) para tratar do tema.[carece de fontes?]
 União Europeia - Javier Solana, chefe de política externa da UE, pediu a imediata libertação dos líderes pró-democracia presos e orientou a junta para "exercer o máximo de contenção e assegurar uma transição democrática pacífica".
A União Africana demonstrou preocupação sobre a "situação deteriorante" do país e indicou sua intenção de impor sanções contra a Guiné se Camara concorrer na próxima eleição presidencial.[carece de fontes?]